# Stenodryas rugosula
Stenodryas rugosula är en skalbaggsart som beskrevs av Holzschuh 2003. Stenodryas rugosula ingår i släktet Stenodryas och familjen långhorningar. Inga underarter finns listade i Catalogue of Life.